# Miha Šimenc
Miha Šimenc (* 21. Dezember 1995 in Ljubljana) ist ein slowenischer Skilangläufer.

## Werdegang
Šimenc, der für den TSK Logatec startet, nahm von 2010 bis 2015 vorwiegend an Juniorenrennen des Skilanglauf-Alpencups teil. Dabei belegte er in der Saison 2014/15 den achten Platz in der U20-Gesamtwertung. Bei den Olympischen Jugend-Winterspielen 2012 in Innsbruck errang er den 16. Platz mit der Mixed-Staffel, den 12. Platz mit der Staffel und den siebten Platz im Sprint. Seine beste Platzierung beim Europäischen Olympischen Winter-Jugendfestival 2013 in Predeal war jeweils der sechste Platz im Sprint und in der Mixed-Staffel. Bei den Nordischen Junioren-Skiweltmeisterschaften 2013 in Liberec kam er auf den 44. Platz über 10 km Freistil und auf den 41. Rang im Skiathlon. Seine ersten Weltcuprennen lief er im November 2015 in Ruka, welche er auf dem 93. Platz im Sprint und auf dem 86. Rang über 10 km Freistil beendete. Bei den U23-Skiweltmeisterschaften 2016 in Râșnov errang er den 33. Platz über 15 km klassisch und den 12. Platz im Sprint. Seine ersten Weltcuppunkte holte er bei der Tour de Ski 2016/17 im Münstertal (Val Müstair)  mit dem 22. Platz im Sprint. Bei den U23-Skiweltmeisterschaften 2017 in Soldier Hollow belegte er den 40. Platz über 15 km Freistil, den 36. Rang im Skiathlon und den zehnten Platz im Sprint. Im Februar 2017 kam er bei den Nordischen Skiweltmeisterschaften in Lahti auf den 35. Platz im Sprint und auf den 13. Rang zusammen mit Janez Lampič im Teamsprint. In der Saison 2017/18 errang er den 85. Platz beim Ruka Triple und den 77. Platz beim Weltcupfinale in Falun. Beim Saisonhöhepunkt, den Olympischen Winterspielen 2018 in Pyeongchang, lief er auf dem 88. Platz über 15 km Freistil, auf den 32. Rang im Sprint und auf den 21. Platz zusammen mit Janez Lampič im Teamsprint.
In der Saison 2018/19 kam Šimenc zehnmal in die Punkteränge und errang damit den 49. Platz im Gesamtweltcup. Bei den Nordischen Skiweltmeisterschaften 2019 in Seefeld in Tirol lief er auf den 33. Platz im Sprint und zusammen mit Janez Lampič auf den neunten Rang im Teamsprint. In der folgenden Saison erreichte er mit sieben Platzierungen in den Punkten, den 53. Platz im Gesamtweltcup und den 21. Rang im Sprintweltcup. Die Tour de Ski 2019/20 beendete er auf dem 54. Platz. Seine besten Platzierungen bei den Olympischen Winterspielen 2022 in Peking waren der 44. Platz im Sprint und der 14. Rang mit der Staffel.

## Teilnahmen an Weltmeisterschaften und Olympischen Winterspielen

### Olympische Spiele
- 2018 Pyeongchang: 21. Platz Teamsprint Freistil, 32. Platz Sprint klassisch, 88. Platz 15 km Freistil
- 2022 Peking: 14. Platz Staffel, 16. Platz Teamsprint klassisch, 44. Platz Sprint Freistil, 71. Platz 15 km klassisch

### Nordische Skiweltmeisterschaften
- 2017 Lahti: 13. Platz Teamsprint klassisch, 35. Platz Sprint Freistil
- 2019 Seefeld in Tirol: 9. Platz Teamsprint klassisch, 33. Platz Sprint Freistil
- 2023 Planica: 11. Platz Staffel, 14. Platz Teamsprint Freistil, 22. Platz Sprint klassisch, 38. Platz 15 km Freistil
- 2025 Trondheim: 11. Platz Teamsprint klassisch, 14. Platz Staffel, 39. Platz Sprint Freistil, 44. Platz 20 km Skiathlon, 48. Platz 10 km klassisch

## Platzierungen im Weltcup

### Weltcup-Statistik
Die Tabelle zeigt die erreichten Platzierungen im Einzelnen.
- 1.–3. Platz: Anzahl der Podiumsplatzierungen
- Top 10: Anzahl der Platzierungen unter den ersten zehn
- Punkteränge: Anzahl der Platzierungen innerhalb der Punkteränge
- Starts: Anzahl gelaufener Rennen in der jeweiligen Disziplin
- Hinweis: Bei den Distanzrennen erfolgt die Einordnung gemäß FIS.

| Platzierung               | Distanzrennen a | Distanzrennen a | Distanzrennen a | Distanzrennen a | Distanzrennen a | Skiathlon Verfolgung | Sprint | Etappen- rennen b | Gesamt | Team   | Team    |
| Platzierung               | ≤ 5 km          | ≤ 10 km         | ≤ 15 km         | ≤ 30 km         | > 30 km         | Skiathlon Verfolgung | Sprint | Etappen- rennen b | Gesamt | Sprint | Staffel |
| ------------------------- | --------------- | --------------- | --------------- | --------------- | --------------- | -------------------- | ------ | ----------------- | ------ | ------ | ------- |
| 1. Platz                  |                 |                 |                 |                 |                 |                      |        |                   |        |        |         |
| 2. Platz                  |                 |                 |                 |                 |                 |                      |        |                   |        |        |         |
| 3. Platz                  |                 |                 |                 |                 |                 |                      |        |                   |        |        |         |
| Top 10                    |                 |                 |                 |                 |                 |                      | 5      |                   | 5      | 1      |         |
| Punkteränge               |                 | 3               |                 | 6               |                 |                      | 40     |                   | 49     | 13     |         |
| Starts                    |                 | 16              | 20              | 10              | 1               | 9                    | 80     | 4                 | 140    | 13     |         |
| Stand: Saisonende 2024/25 |                 |                 |                 |                 |                 |                      |        |                   |        |        |         |

### Weltcup-Gesamtplatzierungen
| Saison  | Gesamt | Gesamt | Distanz | Distanz | Sprint | Sprint |
| Saison  | Punkte | Platz  | Punkte  | Platz   | Punkte | Platz  |
| ------- | ------ | ------ | ------- | ------- | ------ | ------ |
| 2016/17 | 9      | 135.   | –       | –       | 9      | 71.    |
| 2017/18 | 8      | 133.   | –       | –       | 8      | 75.    |
| 2018/19 | 123    | 49.    | –       | –       | 123    | 23.    |
| 2019/20 | 105    | 53.    | –       | –       | 100    | 21.    |
| 2022/23 | 229    | 73.    | 26      | 96.     | 203    | 34.    |
| 2023/24 | 162    | 82.    | 71      | 75.     | 91     | 53.    |
| 2024/25 | 239    | 73.    | 33      | 102.    | 206    | 32.    |